# Robert Goddard
Robert Hutchings Goddard (Worcester, 5 de outubro de 1882 — Baltimore, 10 de agosto de 1945) foi um físico experimental estadunidense. Considerado pai dos modernos foguetes, tendo antevisto o posterior desenvolvimento da tecnologia espacial (ver: História dos foguetes).

## Biografia
Goddard estudou no Worcester Polytechnic Institute e na Clark University, onde se especializou em física. Entre 1909 e 1943 deu aulas em diversos estabelecimentos de ensino, nomeadamente nestes dois onde estudou.
O interesse pelos foguetes levou-o a provar, em 1915, que estes aparelhos poderiam progredir no vácuo, recorrendo às leis de ação e reação. Em 1919 publicou um pequeno livro chamado "A Method of Reaching Extreme Altitudes" ("Um Método para Alcançar Altitudes Extremas") onde propunha um foguete capaz de atingir a Lua. 
Passados quatro anos, testou os primeiros motores de foguete a usar combustíveis líquidos. Em 16 de março de 1926 lançou o primeiro foguete com combustível líquido, que utilizava uma mistura de petróleo e oxigênio líquido. O aparelho atingiu uma altura de 12,5 metros, depois de ter sido lançado perto do quintal de uma tia de Robert. No total, o voo durou 2,5 segundos e o foguete percorreu 56 metros até cair em cima de uma barraca abandonada.
Três anos mais tarde, Goddard lançou pela primeira vez um foguete equipado com instrumentos, concretamente um barômetro, um termômetro e uma pequena câmara de filmar.

Robert Goddard e o primeiro voo de foguete propelido a combustível líquido (gasolina e oxigênio), lançado em 16 de março de 1926, em Auburn, Massachusetts, Estados Unidos.

Uma bolsa oferecida pela Fundação Guggenheim permitiu que, entre 1930 e 1942, o engenheiro trabalhasse em Roswell, no estado do Novo México, onde fez foguetões que atingiram os 885 quilómetros por hora e uma altura de dois quilómetros. Durante este período de tempo, Goddard também registou cerca de 200 patentes relacionadas com a engenharia de foguetões. A opção pelo Novo México deveu-se à existência naquela região de vastas áreas livres e também por estar longe da comunicação social, que já tinha posto em descrédito algumas das experiências de Goddard.
Apesar de nos Estados Unidos o seu trabalho não ter sido, na época, verdadeiramente reconhecido, os alemães aproveitaram as suas pesquisas para desenvolver armas baseadas na engenharia de foguetões: os foguetões V-2, que ajudaram na destruição de Londres em 1944 e 1945, foram o exemplo mais flagrante. De qualquer forma, o trabalho de Goddard acabou por estar na base da conquista do espaço que se desenvolveu mais tarde.
A partir de 1942, em plena Segunda Guerra Mundial, foi durante dois anos director de pesquisa no Gabinete de Aeronáutica do Departamento da Marinha dos Estados Unidos. A sua função era desenhar motores para aviões. De 1943 a 1945, foi consultor da empresa Curtiss-Wright, especializada na construção de aviões.
Quando morreu, em 1945, tinha registado 214 patentes. Após a sua morte, cientistas norte-americanos tiveram acesso aos mísseis V-2 alemães e a partir deles, e com algumas inovações entretanto desenvolvidas por Goddard, desenvolveram foguetões Redstone. Estes viriam a pôr os primeiros estadunidenses no espaço.

## Galeria
|  |  |  |